# Movimiento de eficiencia
El movimiento por la eficiencia fue un importante movimiento en Estados Unidos, Gran Bretaña y otras naciones industriales a principios del siglo XX que pretendía identificar y eliminar el despilfarro en todos los ámbitos de la economía y la sociedad, y desarrollar y aplicar las mejores prácticas. El concepto abarcaba mejoras mecánicas, económicas, sociales y personales. La búsqueda de la eficiencia prometía una gestión eficaz y dinámica recompensada por el crecimiento.
Como resultado de la influencia de uno de sus primeros defensores, se conoce más a menudo como taylorismo.

## Estados Unidos
El movimiento por la eficiencia desempeñó un papel central en la era progresista de Estados Unidos, donde floreció entre 1890 y 1932. Sus partidarios sostenían que todos los aspectos de la economía, la sociedad y el gobierno estaban plagados de despilfarro e ineficiencia. Todo iría mejor si los expertos identificaran los problemas y los solucionaran. El resultado fue un fuerte apoyo a la construcción de universidades de investigación y escuelas de negocios e ingeniería, agencias municipales de investigación, así como a la reforma de hospitales y facultades de medicina, y a la práctica de la agricultura. Quizás los líderes más conocidos fueron los ingenieros Frederick Winslow Taylor (1856-1915), que utilizaba un cronómetro para identificar las ineficiencias más pequeñas, y Frank Bunker Gilbreth Sr. (1868-1924), que proclamaba que siempre había «una manera mejor» de solucionar un problema.
Dirigentes como Herbert Croly, Charles R. van Hise y Richard Ely trataron de mejorar el rendimiento gubernamental formando expertos en administración pública comparables a los de Alemania, sobre todo en la Universidad de Wisconsin y en la Universidad de Pensilvania. Las escuelas de administración de empresas crearon programas de gestión orientados a la eficiencia.

## Gran Bretaña
En ingeniería, el concepto de eficiencia fue desarrollado en Gran Bretaña a mediados del siglo XVIII por John Smeaton. Llamado el «padre de la ingeniería civil», estudió las ruedas hidráulicas y las máquinas de vapor. A finales del siglo XIX se habló mucho de mejorar la eficiencia de la administración y los resultados económicos del Imperio británico.
La eficiencia nacional era un intento de desacreditar los anticuados hábitos, costumbres e instituciones que ponían a los británicos en desventaja frente a la competencia mundial, especialmente frente a Alemania, que se consideraba el epítome de la eficiencia. Así, a principios del siglo XX, la "eficiencia nacional" se convirtió en una poderosa reivindicación, un movimiento apoyado por figuras prominentes de todo el espectro político que despreciaban el humanitarismo sentimental e identificaban el despilfarro como un error que ya no podía tolerarse.